# Eremo di Sant'Anna (Castiglione della Pescaia)
L'eremo di Sant'Anna è un edificio religioso situato nei boschi presso Tirli, nel comune di Castiglione della Pescaia.

## Storia
Sorto nei primi anni del Seicento su iniziativa del venerabile Padre Giovanni Nicolucci da San Guglielmo (Montecassiano, 1552 - Batignano, 1621) come eremo dell'ordine degli Agostiniani, nella stessa epoca in cui venne costruito il convento di Sant'Agostino a Tirli al quale era collegato, il complesso religioso venne abbandonato durante i secoli successivi mentre venivano dismesse anche le altre strutture monastico-conventuali presenti sulle pendici del massiccio collinare di Poggio Ballone. Tra la fine dell'Ottocento e gli inizi del Novecento la struttura versava oramai in pessime condizioni, tanto da presentarsi sotto forma di ruderi verso la metà del secolo scorso. Nel 1971 fu costruito l'attuale edificio religioso sui resti della più antica struttura, su progetto dell'ingegner Premuda.
L'eremo di Sant'Anna si presenta come un semplice edificio religioso a pianta rettangolare, con strutture murarie esterne rivestite in pietra. La facciata principale anteriore e i due fianchi laterali sono preceduti da un avancorpo continuo, sostenuto da una serie di pilastri su cui poggia la copertura spiovente; il portale d'ingresso rettangolare si apre al centro della facciata propriamente detta, nella cui parte centrale superiore è collocata una grande croce.